# Warung Pojok (Sindang Dataran)
Warung Pojok is een bestuurslaag in het regentschap Rejang Lebong van de provincie Bengkulu, Indonesië. Warung Pojok telt 444 inwoners (volkstelling 2010).